# Izodynama
Izodynama (nebo isodynama) je čára na mapě (izolinie), která spojuje místa o stejné intenzitě tíhového nebo magnetického pole Země. Izodynamy spolu s izogony a izokliny používají na magnetických mapách, kde ukazují představu o skutečném rozložením elementů magnetického pole Země.